# 范慎
范 慎（はん しん、206年 - 274年）は、中国三国時代の呉の武将・学者。字は孝敬。徐州広陵郡の人。子は范耀。娘は孫奇の妻。

## 生涯
黄龍元年（229年）、孫権が帝位に就くと、范慎は若いながらも、諸葛恪・張休・顧譚・陳表ら太子四友や謝景・刁玄・羊衜らと共に、太子孫登の賓客として招かれた。顧譚の名声には及ばなかったが、謝景や羊衜と肩を並べ名声を等しくした。また、孫登は范慎を国士の風と高く評価した。孫登の死後は、侍中や武昌右部督を歴任した。范慎は軍紀を厳格にし、このため有名になった。
甘露元年（265年）9月、孫晧が建業から再び武昌に遷都した時、孫晧は武昌に駐屯していた范慎に畏敬的な態度を示していたという。
建衡3年（271年）、三公の一つである太尉に遷された。しかし范慎は長らく軍籍にあったことを憾み、年老いた事を理由に引退を奏上し孫晧に許された。このことを聞いた兵士たちは嘆き悲しんだという。
また、論じて二十篇を著し、『矯非』と名付けた。
鳳凰3年（274年）に死去した。子の范耀が後を継いだ。